# Octavia (Nebraska)
Octavia es una villa ubicada en el condado de Butler en el estado estadounidense de Nebraska. En el Censo de 2010 tenía una población de 127 habitantes y una densidad poblacional de 306,47 personas por km².

## Geografía
Octavia se encuentra ubicada en las coordenadas 41°20′51″N 97°3′33″O / 41.34750, -97.05917. Según la Oficina del Censo de los Estados Unidos, Octavia tiene una superficie total de 0.41 km², de la cual 0.41 km² corresponden a tierra firme y (0%) 0 km² es agua.

## Demografía
Según el censo de 2010, había 127 personas residiendo en Octavia. La densidad de población era de 306,47 hab./km². De los 127 habitantes, Octavia estaba compuesto por el 89.76% blancos, el 0% eran afroamericanos, el 0% eran amerindios, el 0% eran asiáticos, el 0% eran isleños del Pacífico, el 7.09% eran de otras razas y el 3.15% pertenecían a dos o más razas. Del total de la población el 13.39% eran hispanos o latinos de cualquier raza.